# Johann Zelebor
Johann Zelebor, né le 5 février 1815 à Eggenburg et mort le 19 février 1869 à Vienne, est un naturaliste et illustrateur autrichien.

## Biographie
Après son instruction à l'école d'Eggenburg, il apprend la menuiserie et travaille comme charpentier indépendant de 1835 à 1845. Il entre en 1845 au service du cabinet d'histoire naturelle de la Cour (Hof-Naturialen-Cabinet), ancêtre du muséum de Vienne actuel et devient préparateur et taxidermiste en 1849.
En 1855, il prend part à une expédition le long du Danube et dans le Banat, puis il se rend à Milan pour envoyer des animaux à Schönbrunn. En 1856, il est à Candie et à Damiette et visite le delta du Nil.
Il prend part au voyage scientifique de circumnavigation de la frégate autrichienne SMS Novara en 1857-1859, commandée par le capitaine von Wüllerstorf-Urbair. Il assiste en tant que préparateur Georg von Frauenfeld qui dirige l'équipe scientifique. Il est nommé troisième assistant-conservateur (Custosadjunct) au département des mammifères du cabinet d'histoire naturelle en 1861 et reçoit la médaille d'or du mérite. Plus tard il est élevé au rang de conservateur dans ce même département et chargé de la conservation des spécimens naturalisés.
En 1863, il prend part à une expédition dans la Dobroudja et se trouve à la frontière militaire croate en septembre. Il retourne en Croatie en 1865. Il rapporte de tous ces voyages une riche collection d'oiseaux, dont vingt-deux flamants roses vivants qu'il expédie à Vienne. Il écrit pour le bulletin de la Société de zoologie et de botanique (Schrifte des zoologisch-botanischen Vereines), ainsi que pour le Journal de la chasse (Jagdzeitung) de 1850 à sa mort. Autodidacte, il acquiert au fil du temps suffisamment de connaissances scientifiques pour gagner le respect de ses collègues.
Zelebor possédait aussi une collection conchyliologique qui se trouve aujourd'hui au muséum de Vienne.
Son fils aîné, Rudolf, devient préparateur au muséum de Vienne et fait publier des extraits du Journal de son père en 1869 dans Der Urwähler paraissant à Linz. Un autre de ses fils devient également préparateur au muséum de Sarajevo.